# Amalija Belaj
Amalija Belaj, po mężu Arbeiter (ur. 25 czerwca 1939 w Celje) – jugosłowiańska  (słoweńska) biegaczka narciarska, olimpijka.

## Życiorys
Wystąpiła na zimowych igrzyskach olimpijskich w 1956 w Cortinie d’Ampezzo, na których zajęła 32. miejsce w biegu na 10 km z czasem 45:32 i 9. miejsce w sztafecie 3 × 5 km (razem z nią biegły Biserka Vodenlič i Nada Kustec).